# John Hilke
John Emanuel Hilke, född 23 januari 1891 i Norrköping, död 18 juni 1961 i Gustav Vasa församling i Stockholm, var en svensk skådespelare.
Hilke filmdebuterade 1932 i Gunnar Skoglunds Landskamp och kom att medverka i drygt 35 filmproduktioner.
John Hilke är begravd på Danderyds kyrkogård.

## Filmografi
- 1932 – Landskamp
- 1934 – Sången till henne
- 1934 – Simon i Backabo
- 1934 – Havets melodi
- 1935 – Munkbrogreven
- 1935 – Äktenskapsleken
- 1935 – Kanske en gentleman
- 1935 – Flickornas Alfred
- 1936 – Släkten är värst
- 1936 – Johan Ulfstjerna
- 1937 – John Ericsson – segraren vid Hampton Roads
- 1937 – Adolf Armstarke
- 1937 – Konflikt
- 1937 – Skicka hem nr. 7
- 1937 – Vi går landsvägen
- 1938 – Blixt och dunder
- 1939 – I dag börjar livet
- 1939 – Melodin från Gamla Stan
- 1939 – Mot nya tider
- 1943 – Det spökar - det spökar...
- 1944 – Fattiga riddare
- 1945 – I Roslagens famn
- 1945 – Flickorna i Småland
- 1947 – Sången om Stockholm
- 1949 – Greven från gränden
- 1949 – Sjösalavår
- 1949 – Kvinnan som försvann
- 1951 – Fröken Julie
- 1951 – Puck heter jag
- 1952 – Hon kom som en vind
- 1952 – Ubåt 39
- 1953 – Dumbom
- 1953 – I dur och skur
- 1954 – Dans på rosor
- 1954 – En karl i köket

## Teater

### Roller (ej komplett)
| År   | Roll                            | Produktion                                                                                  | Regi             | Teater                        |
| ---- | ------------------------------- | ------------------------------------------------------------------------------------------- | ---------------- | ----------------------------- |
| 1930 | Stoker                          | Barn på nytt (Some Baby!) Zellah Covington och Jules Simonson                               | Hugo Bolander    | Lilla Teatern                 |
| 1930 |                                 | Nattgreven av Monte Christo (Auch ich war ein Jüngling) Max Neal och Max Ferner             | Hugo Bolander    | Lilla Teatern                 |
| 1931 | Hans Rötscher                   | Tillökning i familjen (Das Baby) Hans Stürm och Fritz Jakobstetter                          | Hugo Bolander    | Lilla Teatern                 |
| 1931 | Henry Fisk                      | Sängkamraten (Pettie Darling) Margaret Mayo                                                 | Hugo Bolander    | Lilla Teatern                 |
| 1932 | Max Nelson                      | Stackars John Anthony L. Ellis                                                              | Hugo Bolander    | Lilla Teatern                 |
| 1932 | Tracken                         | Hustru mins familj (My Wife’s Family) Hal Stephens och Harry B. Linton                      | Hugo Bolander    | Lilla Teatern                 |
| 1932 | Freddy Neville                  | Gå och lägg dig, Tonny! (The Girl in the Limousine) Wilson Collison och Avery Hopwood       | Hugo Bolander    | Lilla Teatern                 |
| 1933 | Heintze                         | Hurra, en pojke (Hurra, ein Junge) Franz Arnold och Ernst Bach                              | Hugo Bolander    | Lilla Teatern                 |
| 1933 |                                 | Storkens vikarie (Baby Mine) Margaret Mayo                                                  | Hugo Bolander    | Lilla Teatern                 |
| 1933 | Ferdinand                       | Fröken Jutta från Calcutta (Die Familie Hannemann) Max Reimann och Otto Schwartz            | Hugo Bolander    | Lilla Teatern                 |
| 1933 | Willi Tell                      | Älskarinna önskas Gunnar Malmberg                                                           | Hugo Bolander    | Lilla Teatern                 |
| 1934 | Agapetus Solander               | Tre jungfrur i ett harem A Gabelius                                                         |                  | Lilla Teatern                 |
| 1934 |                                 | 360 fruar (360 Frauen) Johannes Berliner                                                    | John Norrman     | Lilla Teatern                 |
| 1934 | Hamdi Effendi                   | En ungkarls moral (The Morals of Marcus Ordeyne) William Locke                              | Hugo Bolander    | Lilla Teatern                 |
| 1935 | Buritti                         | Gatungen (Scampolo) Dario Niccodemi                                                         | Hugo Bolander    | Lilla Teatern                 |
| 1935 | Andersson                       | Oss flickor emellan Urban Orbi                                                              | Hugo Bolander    | Lilla Teatern                 |
| 1935 | Ralph Lintury                   | En tusan till flicka (Mädel von heute) Gustav Davis                                         | Hugo Bolander    | Lilla Teatern                 |
| 1935 | Dr. Fairfield                   | Sådant händer i de bästa familjer (In the Best of Families) Anita Hart och Maurice Braddell | Hugo Bolander    | Lilla Teatern                 |
| 1935 |                                 | I natt eller aldrig Urban Orbi                                                              |                  | Lilla Teatern                 |
| 1936 | Gillson                         | Ungkarlsbruden (The Bride) Stuart Oliver och George M. Middleton                            | Hugo Bolander    | Lilla Teatern                 |
| 1936 |                                 | Barn på nytt (Some Baby!) Zellah Covington och Jules Simonson                               | Hugo Bolander    | Lilla Teatern                 |
| 1936 | Thorkild Andersen, hemmansägare | Kloka gubben (Den kloge mand) Paul Sarauw                                                   | Sigurd Wallén    | Södra Teatern                 |
| 1937 |                                 | Tre trallande trubadurer Ernst Berge                                                        |                  | Vanadislundens friluftsteater |
| 1938 | Trollet Klums-Klams             | Tummeliten John Botvid                                                                      | John Botvid      | Folkan                        |
| 1943 | Mr Witherspoon                  | Arsenik och gamla spetsar (Arsenic and Old Lace) Joseph Kesselring                          | Torsten Hammarén | Oscarsteatern                 |

### Scenografi
| År   | Produktion                                                | Upphovsmän                                                                 | Regi          | Teater        | Noter                         |
| ---- | --------------------------------------------------------- | -------------------------------------------------------------------------- | ------------- | ------------- | ----------------------------- |
| 1932 | Gå och lägg dig, Tonny! The Girl in the Limousine         | Wilson Collison och Avery Hopwood Översättning Nils Johannisson            | Hugo Bolander | Lilla Teatern |                               |
| 1933 | Hurra, en pojke Hurra, ein Junge                          | Franz Arnold och Ernst Bach                                                | Hugo Bolander | Lilla Teatern |                               |
| 1933 | Storkens vikarie Baby Mine                                | Margaret Mayo                                                              | Hugo Bolander | Lilla Teatern | Tillsammans med Hugo Bolander |
| 1933 | Älskarinna önskas                                         | Gunnar Malmberg                                                            | Hugo Bolander | Lilla Teatern |                               |
| 1934 | Tre jungfrur i ett harem                                  | A Gabelius                                                                 |               | Lilla Teatern |                               |
| 1934 | En ungkarls moral The Morals of Marcus Ordeyne            | William Locke Översättning Sven Nyblom                                     | Hugo Bolander | Lilla Teatern | Tillsammans med Hugo Bolander |
| 1934 | Förbjuden frukt Spalierobst                               | Jörg Ritzel Översättning Gunnar Malmberg                                   | Hugo Bolander | Lilla Teatern |                               |
| 1935 | Gatungen Scampolo                                         | Dario Niccodemi Översättning Einar Fröberg                                 | Hugo Bolander | Lilla Teatern | Tillsammans med Hugo Bolander |
| 1935 | Oss flickor emellan                                       | Urban Orbi                                                                 | Hugo Bolander | Lilla Teatern |                               |
| 1935 | En tusan till flicka Mädel von heute                      | Gustav Davis                                                               | Hugo Bolander | Lilla Teatern |                               |
| 1935 | Sådant händer i de bästa familjer In the Best of Families | Anita Hart och Maurice Braddell Översättning Nalle Halldén och S.S. Wilson | Hugo Bolander | Lilla Teatern | Tillsammans med Hugo Bolander |
| 1936 | Ungkarlsbruden The Bride                                  | Stuart Oliver och George M. Middleton Översättning Ragnar Widestedt        | Hugo Bolander | Lilla Teatern | Tillsammans med Hugo Bolander |